# Церковь Рождества Христова (Шумовка)
Церковь Рождества Христова — утраченная приходская церковь в селе Шумовка Ульяновского района Ульяновской области.

## История
В 1654 году в Шумовке была построена часовня. В 1668 году в селе построили церковь. В 1764 году, при упразднении Симбирской Соловецкой пустыни, церковь, бывшая на монастырских воротах, во имя Покрова Богородицы, была куплена в Шумовку за 21 рубль, но в 1770 году она сгорела. Князь Иван Иванович Трубецкой в 1786 году построил новую церковь, которая в 1820 году была перенесена на кладбище, заменяя часовню, а на её прежнем месте князь Сергей Михайлович Голицын в 1824 году начал строить каменный храм во имя Рождества Христова.
Каменный храм был построен в 1829 году князем Сергеем Михайловичем Голицыным. Престолов в нём три: главный (холодный) — в честь Рождества Христова, в приделах (тёплые) в одном — во имя Святителя и Чудотворца Николая и в другом — во имя св. равноапостольной Марии Магдалины. На упразднённом кладбище была деревянная часовня, построенная в 1829 году. Причт состоял из священника, дьякона и псаломщика. В 1887 году открылась церковно-приходская школа.
В 1824 году, перед прибытием в г. Симбирск, село посетил Император Александр I, где был в помещичьем доме князя Голицына и во вновь построенной церкви.
В 1937 году церковь была закрыта, а здание перешло в собственность колхоза, использовалось для просушки зерна, как склад. В 1941 году началась война, заводу им. Володарского понадобилось строительство новых цехов и помещений, и здание церкви пошло на кирпич заводу.

## Духовенство
- В 1923 году настоятелем в церкви служил будущий священномученик Гневушев Александр Фёдорович[4].